# Дворцы Франции

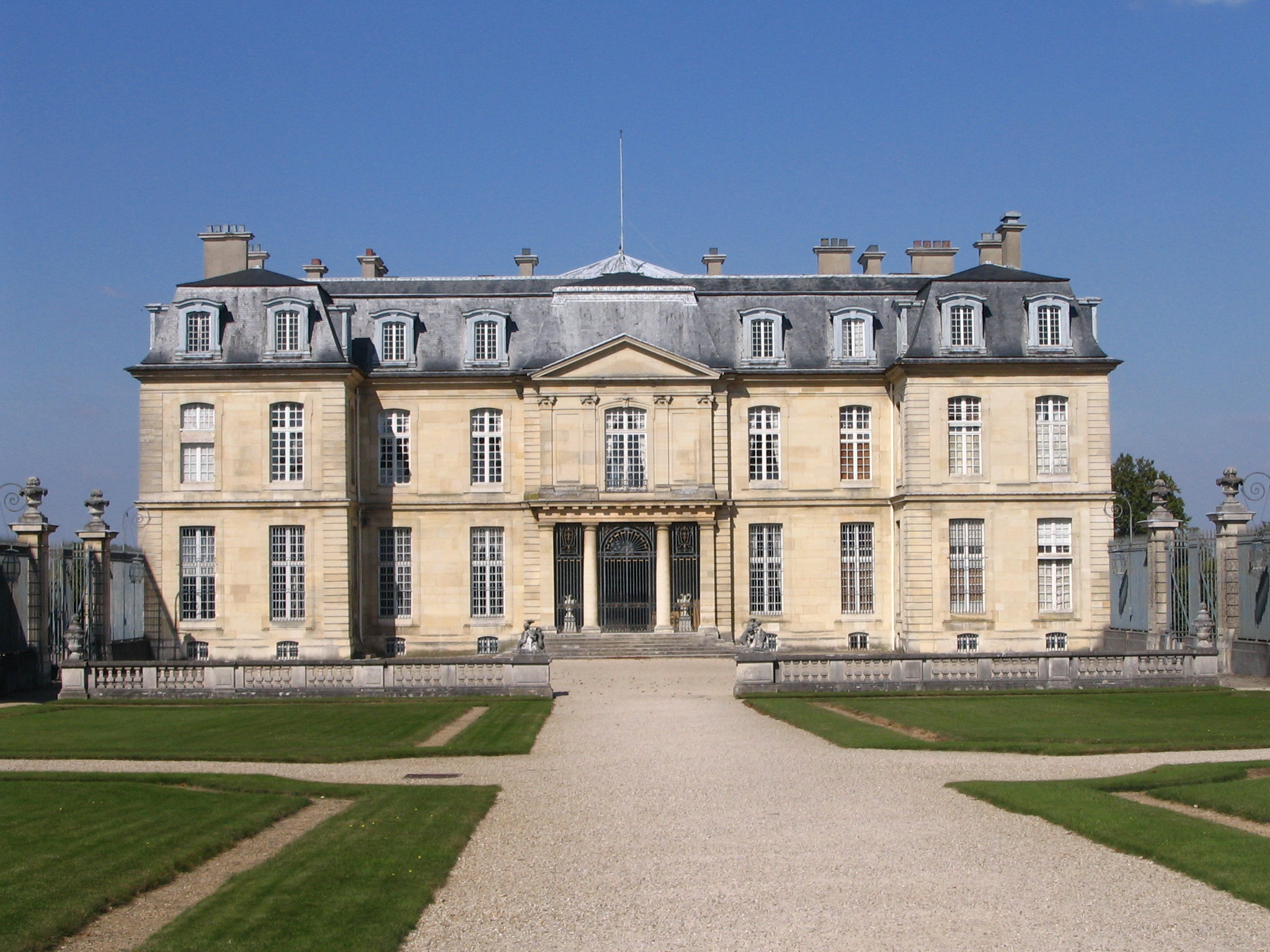
Дворец (шато) Шан-сюр-Марн

Дворцы Франции во французском языке имеют два обозначения: шато (Château) и пале (Palais, ср.: Пале-Рояль). Обычно они представляют собой древние резиденции правителей: королей Франции (Версаль, Луврский дворец, Тюильри), герцогов Бургундии (Дворец герцогов Бургундских), Реймсских архиепископов (Дворец То) или римских пап (Папский дворец). 

## История
За многовековую историю дворцы нередко перестраивались, меняя стили (от барокко до бозара). В своей основе они имели виллу, роскошный особняк (Hôtel particulier) или средневековый замок (Версаль, Компьенский дворец, Луврский дворец). Золотым веком французский дворцов стал XVII век. После Французской революции некоторые дворцы были превращены в общественные здания (Бурбонский дворец и Люксембургский дворец). Новейшие французские дворцы представляют собой спортивно-концертные комплексы (Аккорхотелс Арена).

## Внешний вид
Неизменным во внутреннем и внешнем убранстве считалось тяготение к римскому (классическому) стилю, с неизменными треугольными фронтонами, портиками и пилястрами. В мансардных крышах дворца имелись окна-люкарны. К основному зданию примыкали флигели, которые образовывали Курдонёр.

## Интерьеры

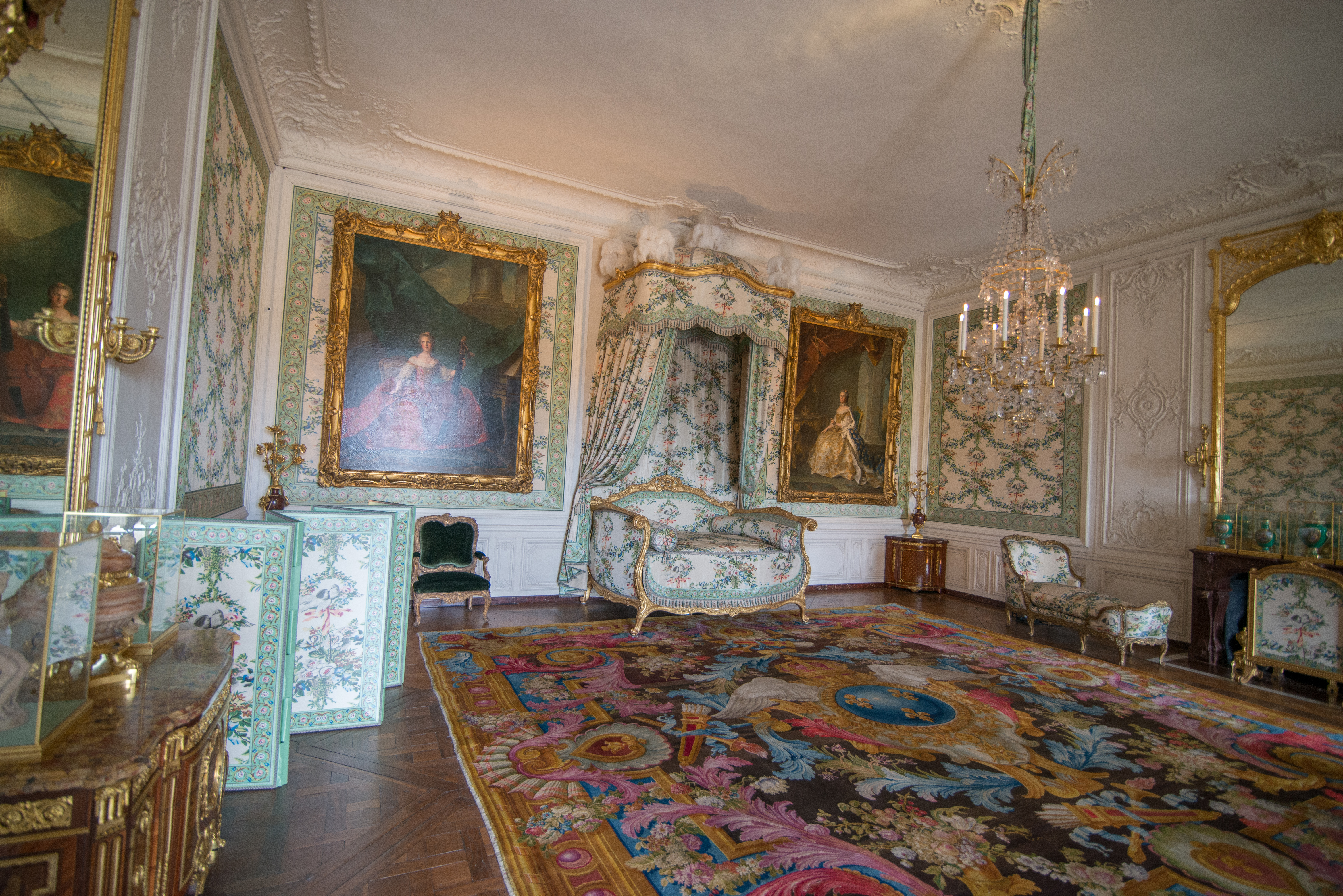
Спальня в Версальском дворце

Внутреннее убранство предполагало наличие люстр, каминов, зеркал, картин, гобеленов, столов, ваз, бюро (Королевский секретер) и комодов. Стены украшались мраморными панелями с золоченным фризом и деревянными буазери. Пространство дворца состояло из апартаментов (Малые апартаменты Короля), которые делились на кабинеты, покои (Chambre) и салоны (Салон Геркулеса), соединенные посредством галереи (Зеркальная галерея) и парадной лестницы (Лестница Послов). Помещения предназначались для хранения коллекций (Кабинет редкостей), игр в бильярд, танцев или торжественных приемов (Аванзал). Также одно из помещений дворца занимала часовня (капелла).

## Парк
Неотъемлемым элементом дворца считался парк или сад (le jardin). Шато не мыслился без виноградника. Французский дворец также предполагал наличие фонтана (Фонтан Медичи), мраморных или бронзовых скульптур, а также центрального пруда правильной геометрической формы (Тюильри). Самым известным дизайнером королевских парков был Андре Ленотр.